# Egodocument
Een egodocument is doorgaans een schriftelijke bron waarin iemand een persoonlijke getuigenis aflegt. Het kan ook een ander medium zijn, zoals een film.
Autobiografieën zijn een bekend voorbeeld van egodocumenten. Ook memoires en sommige gedichten, zoals Hadrianus' Animula vagula blandula, worden gezien als egodocumenten. In bredere zin kan men soms ook een kunstwerk of oeuvre als egodocument beschouwen.

## Achtergrond
Historicus Jacob Presser was de eerste die het begrip egodocument gebruikte, in de jaren vijftig van de 20e eeuw. Presser was een pleitbezorger van het persoonlijke element in de geschiedenis; hij verwierp niet het anekdotische element in de geschiedschrijving en bepleitte meer aandacht voor persoonlijke getuigenissen. Als definitie van Pressers egodocumenten wordt gegeven die historische bronnen waarin de gebruiker zich gesteld ziet tegenover een 'ik' als schrijvend en beschrijvend subject. Het woord egodocument werd al snel opgenomen in de Nederlandse taal.
- Nationale Bibliotheek van Tsjechië: ph1043033